# Francisco Conceição
Francisco Conceição, właśc. Francisco Fernandes da Conceição (ur. 14 grudnia 2002 w Coimbrze) – portugalski piłkarz, występujący na pozycji napastnika, reprezentant Portugalii. Obecnie wypożyczony do Juventus F.C.

## Kariera klubowa
Francisco Conceição jest wychowankiem akademii Sportingu do której dołączył w wieku ośmiu lat i występował tam przez sześć sezonów. Przed dołączeniem do FC Porto w 2018 roku, spędził sezon w jego klubie satelickim - Padroense. W sierpniu 2020 Conceição podpisał swój pierwszy profesjonalny kontrakt z klubem. W barwach pierwszej drużyny zadebiutował 13 lutego 2021 roku, w zremisowanym 2:2 meczu z Boavistą. Zaledwie cztery dni później wystąpił w meczu Ligi Mistrzów UEFA, pojawiając się w ostatnich minutach wygranego 2:1 meczu 1/8 finału z Juventusem. Został tym samym drugim najmłodszym zawodnikiem w historii klubu, który wystąpił w meczu Ligi Mistrzów.

## Kariera reprezentacyjna
Conceição występował w reprezentacjach Portugalii do lat 16, 17 i 18. 25 marca 2021 podczas meczu fazy grupowej Mistrzostw Europy U-21 2021 przeciwko Chorwacji, zadebiutował w reprezentacji do lat 21. W ostatnim meczu fazy grupowej przeciwko Szwajcarii zdobył swoją pierwszą bramkę w kadrze U-21. Łącznie w turnieju rozegrał 5 meczów i zdobył dwie bramki, a Portugalia została wicemistrzem Europy.

## Życie osobiste
Urodzony w Coimbrze Francisco jest czwartym synem byłego reprezentanta Portugalii i obecnego trenera - Sérgio Conceição. Jego starsi bracia Sérgio i Rodrigo są również zawodowymi piłkarzami.